# Ludo Delcroix
Ludo Delcroix (* 28. Oktober 1950 in Kalmthout) ist ein ehemaliger belgischer Radrennfahrer.

## Sportliche Laufbahn
Delcroix (auch Ludovic Delcroix) war im Straßenradsport aktiv. Als Amateur wurde er Vize-Meister im Mannschaftszeitfahren 1972 und gewann das Eintagesrennen Brüssel–Opwijk. Er war Teilnehmer der Olympischen Sommerspiele 1972 in München. Im Mannschaftszeitfahren kam der belgische Straßenvierer mit Ludo Delcroix, Gustaaf Hermans, Gustaaf Van Cauter und Louis Verreydt auf den 4. Platz.
1973 wurde er Berufsfahrer im Radsportteam Flandria-Shimano und blieb bis 1982 als Radprofi aktiv. Mehrere Jahre fuhr er als Domestik bei Molteni und Fiat France für Eddy Merckx. 
1974 gewann er mit seinem Team das Mannschaftszeitfahren in der Tour de France. 1977 siegte er in der Gesamtwertung des Etappenrennens Grand Prix franco-belge, holte einen Etappensieg und gewann eine Etappe in der Tour de Romandie. 1978 gewann er Etappen in den Rennen Drei Tage von De Panne und Étoile des Espoirs. 
Seinen bedeutendsten sportlichen Erfolg hatte Delcroix mit dem Gewinn der 9. Etappe der Tour de France 1979. 1980 gewann er eine Etappe der Ronde van Nederland und das Eintagesrennen Grand Prix Jef Scherens vor Frans van Looy. Zweite Plätze holte Delcroix im Circuit du Brabant central 1974, bei Kuurne–Brüssel–Kuurne und im Grote Prijs Briek Schotte 1978, in der Ronde van Nederland 1980 hinter Gerrie Knetemann, im Rennen E3 Harelbeke 1981 hinter Jan Raas.
Delcroix fuhr die Tour de France achtmal, den Giro d’Italia viermal.

## Grand-Tour-Platzierungen
| Grand Tour            | 1973 | 1974 | 1975 | 1976 | 1977 | 1978 | 1979 | 1980 | 1981 | 1982 |
| --------------------- | ---- | ---- | ---- | ---- | ---- | ---- | ---- | ---- | ---- | ---- |
| Vuelta a EspañaVuelta | –    | –    | –    | –    | –    | –    | –    | –    | –    | –    |
| Giro d’ItaliaGiro     | –    | 50   | –    | 53   | –    | DNF  | –    | –    | –    | –    |
| Tour de FranceTour    | DNF  | 58   | 57   | –    | DNF  | –    | 39   | 47   | 74   | 91   |